# Ricqlès
Pour les articles homonymes, voir Ricqlès (homonymie).
Ricqlès est une marque d'origine française de produits alimentaires à base de menthe, alcoolisés ou non.

## Histoire
L'origine de la marque remonte aux débuts du règne de Louis-Philippe : venu des Pays-Bas, issu d'une communauté juive très ancienne, naturalisé français, anobli, Samuel Heymann de Ricqlès (1788-1853) avait fondé à Lyon une entreprise destinée à développer l'élevage du ver à soie ; il s'intéresse à la botanique, notamment au mûrier, source alimentaire pour les vers.

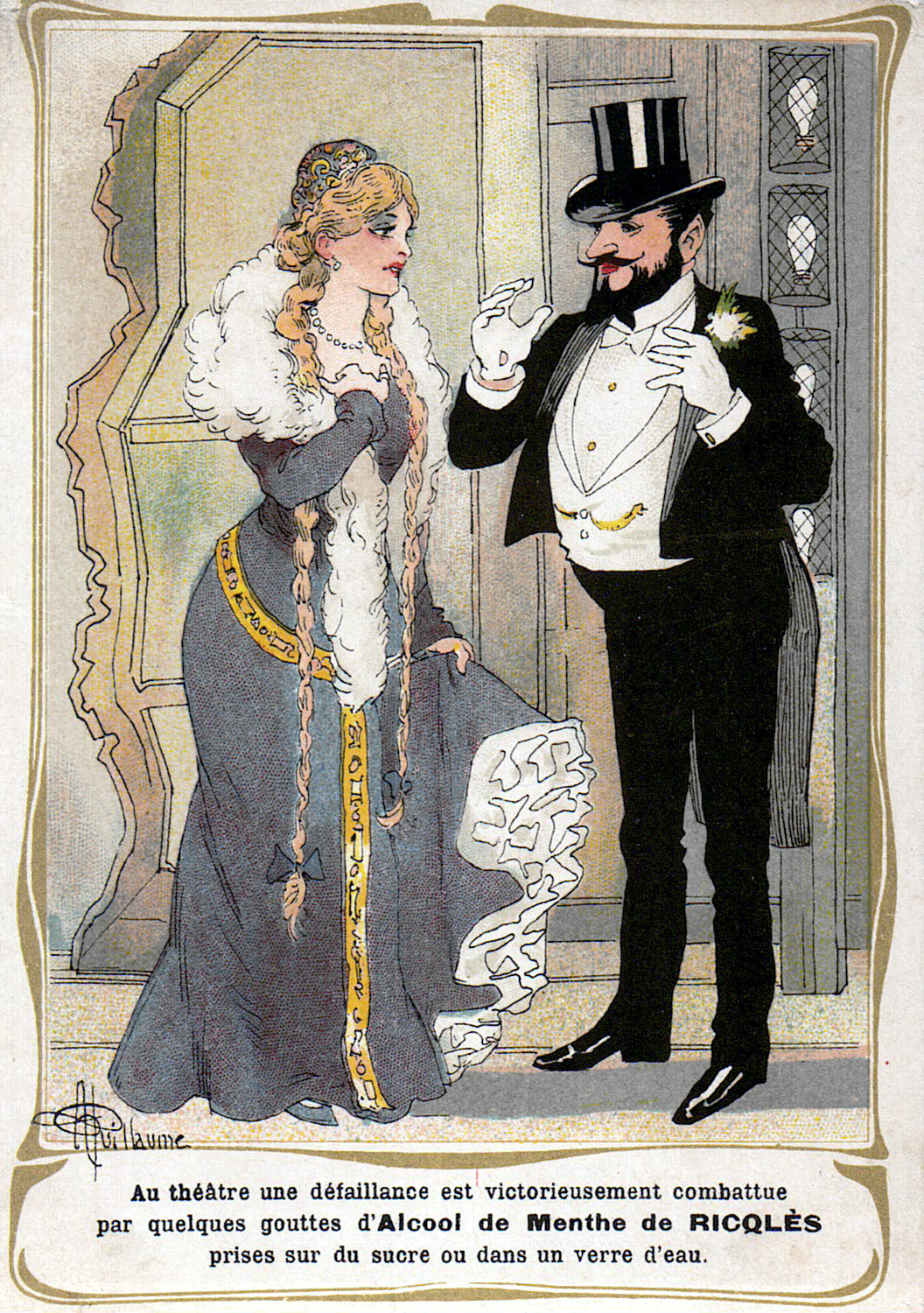
Albert Guillaume illustre cette carte postale publicitaire en 1903
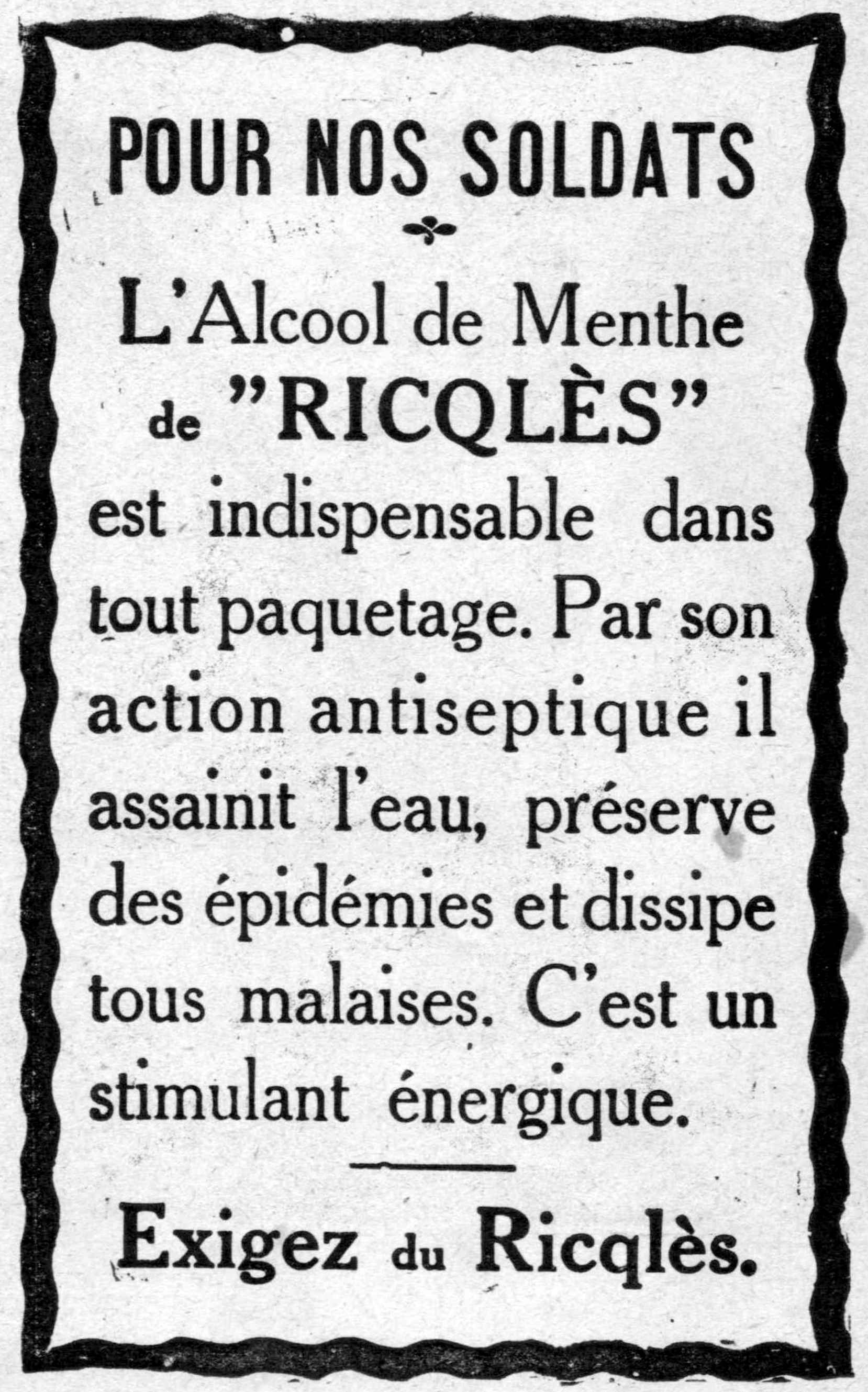
Publicité parue dans L'Illustration du 30 octobre 1915.
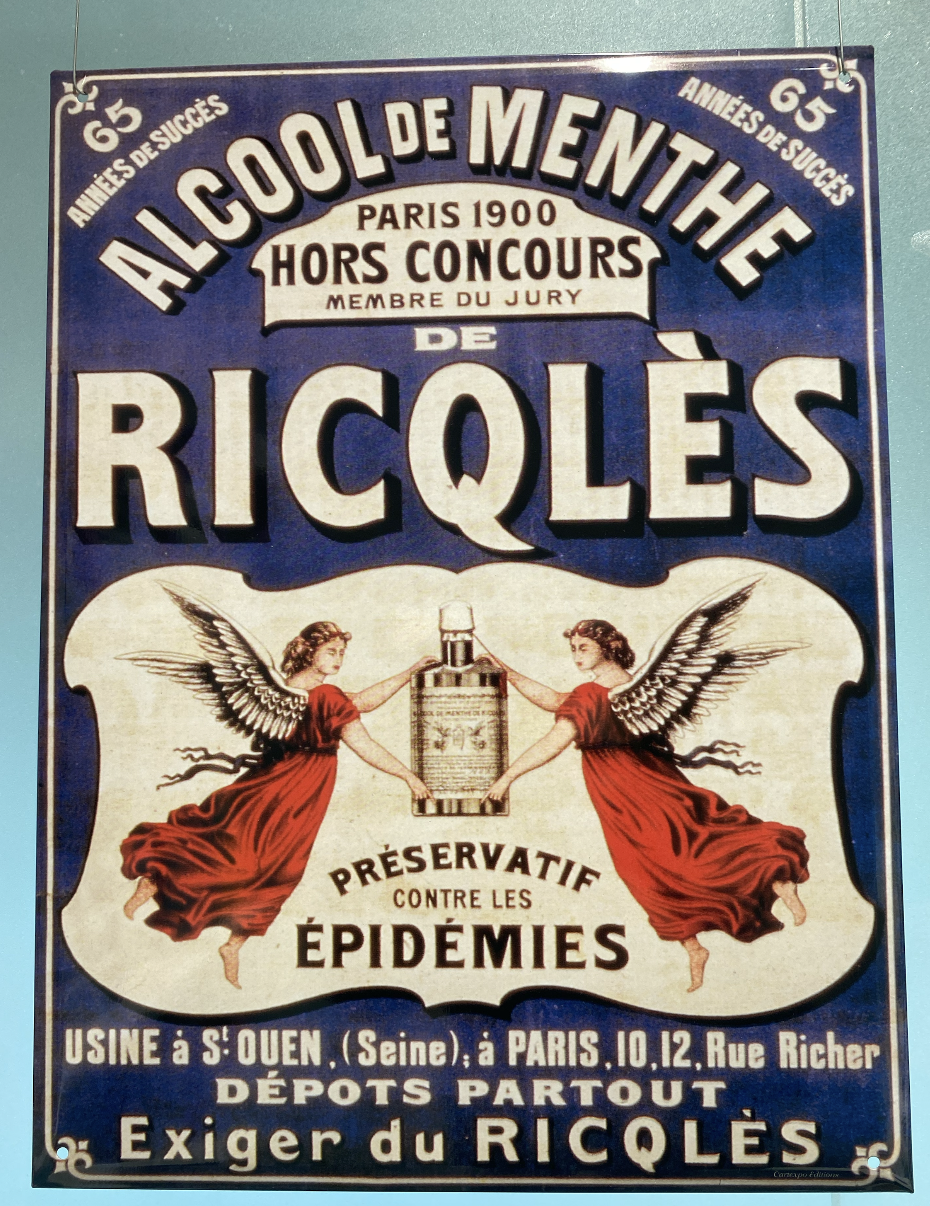
pub Ricqlès 1900
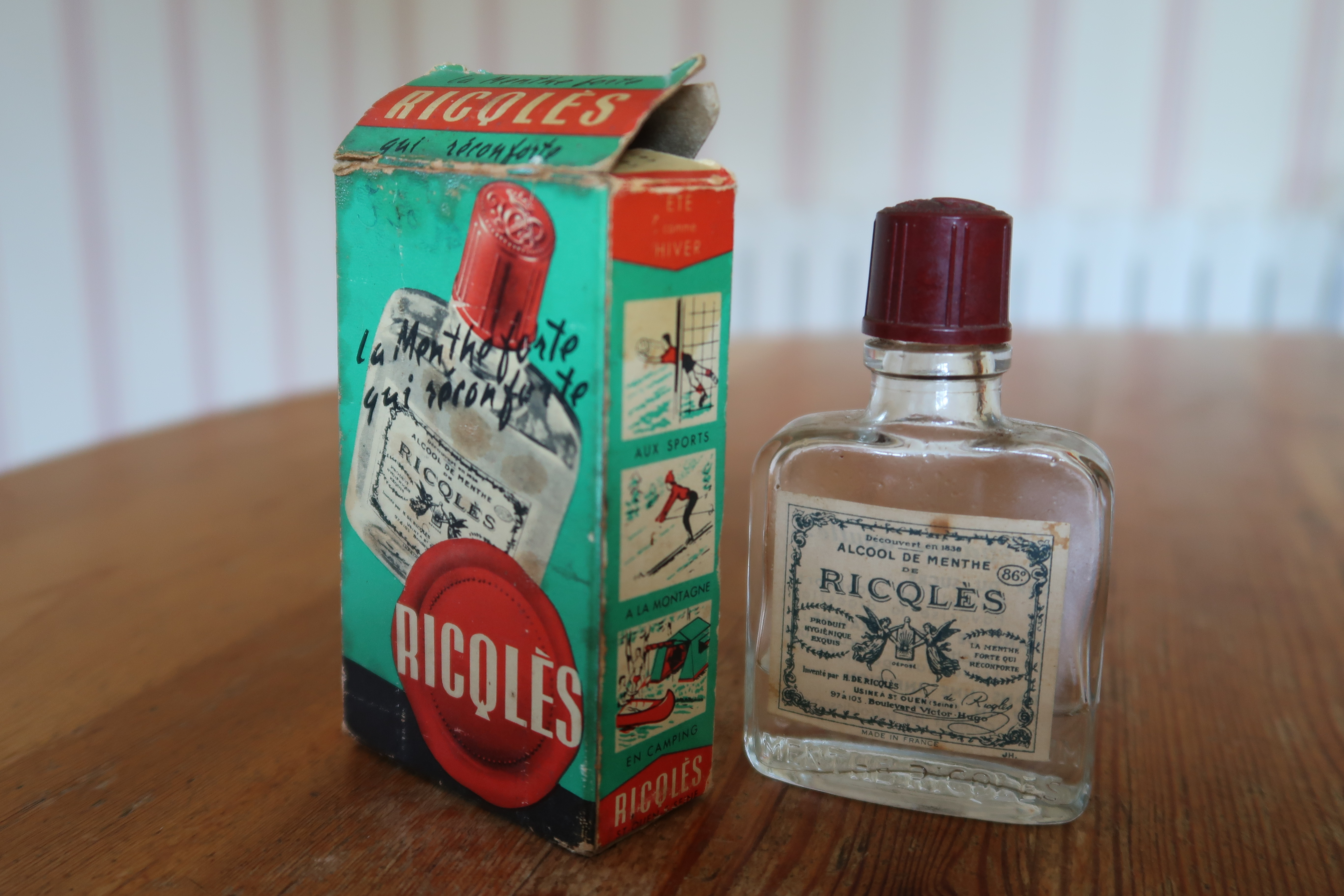
Boîte et flacon d'alcool de menthe dans les années 1950.

En 1838, Samuel conçoit un alcoolat à partir de la menthe poivrée, qu'il brevète pour la première fois en avril 1844. Intéressé par l'hygiène dans la Bible (il a contribué sur le thème de  « l'hygiène publique chez les Hébreux au temps de Moïse » au neuvième Congrès scientifique de France tenu à Lyon en 1841), il affirme un peu plus tard avoir tiré la « formule céleste » de son alcool de menthe du Livre de l'Exode.
À la mort de Samuel, ses trois fils en assurent la commercialisation. L'un d'entre eux, Édouard de Ricqlès (1826-1892), dépose le titre, le flacon et la marque de l’« Alcool de menthe de Ricqlès » au greffe du tribunal de commerce de Lyon en octobre 1857.
Il est commercialisé sous la forme de petites bouteilles cachetées et sert de fortifiant pour lutter contre les troubles digestifs, la mauvaise haleine, les états nauséeux et migraineux : ce produit destiné à l'hygiène n'est pas vendu à l'origine dans les débits de boissons, mais dans les officines.
La société De Ricqlès et Cie, qui regroupe les trois fils de Samuel, est fondée en 1869. La marque reçoit plusieurs prix lors d'expositions. L'alcool de menthe de Ricqlès gagne en réputation dans les colonies et à l'exportation. Ils ouvrent une succursale à Paris. En 1900, le bureau parisien se situait au 12 rue Richer, mais deux ans plus tôt, l'usine déménage de Lyon pour s'installer boulevard Victor-Hugo à Saint-Ouen, sous la direction d'Henri-Édouard de Ricqlès (1859-?).
Vers la fin du XIXe siècle, la société Ricqlès développe une campagne publicitaire qui associe humour et dessinateurs réputés. Durant la Première Guerre mondiale, les poilus prennent l'habitude d'avoir dans leur paquetage ce produit, réputé antiseptique.
Durant l'entre-deux-guerres, sous la direction d'Armand-Édouard de Ricqlès (1871-1931), l'entreprise ouvre une usine à Melun.
L'usine de Saint-Ouen qui continue son activité est reconstruite en 1938. Cette usine qui employait 200 salariés  en 1929, en majorité des femmes, et encore 67 en 1980, ferme en 1987.
Sous le gouvernement de Vichy, Ricqlès est aryanisé, les biens de la famille sont spoliés, puis leur sont rendus après 1945. Les héritiers Ricqlès décident de diversifier la marque et d'acquérir d'autres sociétés de confiserie.
En 1958, le soda Ricqlès, sans alcool, est fabriqué par les brasseries de la Meuse dans leur usine de Moulins, aux côtés des jus de fruits stérilisés "Vivor" et des sodas vendus sous la marque "Les Couronnes", puis dans celle de Vittel à partir de 1959.
En 1962 Ricqlès rachète l'usine Car, située à Moussac dans la région d'Uzès, qui fabrique les fameux "Car-en-sac".
En 1970, la société fusionne avec les réglisseries Zan et prend le nom de Ricqlès-Zan-Car avant d'être rachetée en 1987 par la société allemande Haribo.
En 1996, le groupe Pernod-Ricard rachète les licences concernant la partie soda mentholé et en confie la fabrication à Orangina.
En 2001, Cadbury Schweppes rachète le soda à la menthe Ricqlès, avec d'autres marques comme Orangina, Pampryl et Champomy et les fusionne en 2006 dans le groupe Orangina Schweppes. Le groupe est racheté en 2009 par le japonais Suntory qui le renomme en 2015 Orangina Suntory France puis en 2020 Suntory Beverage & Food France.
En 2007, les laboratoires Urgo rachètent la licence de fabrication de l'alcoolat de menthe.

## Gamme de produits
Ces trois types de produits appartiennent chacun à une entreprise différente :
- l'alcool de menthe Ricqlès original (Urgo),
- le Ricqlès, un soda à la menthe (soda du groupe Orangina Suntory),
- les bonbons Ricqlès commercialisés par Haribo, parfumés à la menthe forte.

## Slogans
- Ricqlès, la menthe forte qui réconforte
- Le glouglou qui fait glagla
- Ricqlès, sa fraîcheur vous prend de vitesse
- En état de menthe